# 甕幼金
甕幼金（？—1598年），字君錫，號用鉉，直隶保定府安肃县人。明朝政治人物、進士出身。

## 生平
萬曆七年（1579年）己卯科舉人，十七年（1589年）己丑科進士，礼部觀政，十八年四月初授河南新蔡县知县，革船税，修黄河。二十一年召擢吏部考功司主事，二十二年調文选司主事，本年升员外郎，方严不可近，时宰恶之，二十六年调南部度支，四拟督学佥事，疏皆留中，以疾卒，贫无以殓，乡人叹服。

## 家族
曾祖甕富，寧國府訓導。祖父甕大倫，歲貢，贈兵部主事。父甕蕙，丙辰進士，官西安府知府。